# Geely CD
Der Geely CD (Chinese Dragon; auch Geely Zhongguolong) ist ein Sportwagen des chinesischen Herstellers Geely der Marke Geely.
Das Modell wurde – als einziges Geely-Modell – ausschließlich in China angeboten. Geely machte nur wenige Angaben zu der Fahrleistung, so soll der Wagen eine Höchstgeschwindigkeit von 190 km/h erreichen. Der Verbrauch – in China bei einer konstanten Geschwindigkeit von 90 km/h gemessen – wurde mit 7,45 l/100 km angegeben.
Zwischen 2009 und 2011 wurden in China 627 Fahrzeuge zugelassen.